# GOMESS
GOMESS（ゴメス、1994年9月4日 - ）は、静岡県出身のミュージシャン、MC。

## 経歴
2012年10月22日放送の『BAZOOKA!!! 高校生RAP選手権』にて準優勝。
2015年1月12日放送の『ハートネットTV ブレイクスルー File.21 言葉に傷つき 言葉に救われる』に出演し、苦難と戦うミュージシャンとして話題となる。

## 人物
- 高機能自閉症を公表している[1]。

## 出演

### テレビ

#### ドキュメンタリー
- ハートネットTV『ブレイクスルー File.21 言葉に傷つき 言葉に救われる』（2015年1月12日、NHK教育テレビ）